# Polen i olympiska sommarspelen 2016
Polen deltog med 243 deltagare vid de olympiska sommarspelen 2016 i Rio de Janeiro. Totalt vann de två guldmedaljer, tre silvermedaljer och sex bronsmedaljer.

## Medaljer
| Medalj | Namn                                                                | Sport          | Gren                     |
| ------ | ------------------------------------------------------------------- | -------------- | ------------------------ |
| Guld   | Magdalena Fularczyk Natalia Madaj                                   | Rodd           | Damernas dubbelsculler   |
| Guld   | Anita Włodarczyk                                                    | Friidrott      | Damernas släggkastning   |
| Silver | Piotr Małachowski                                                   | Friidrott      | Herrarnas diskuskastning |
| Silver | Marta Walczykiewicz                                                 | Kanotsport     | Damernas K-1 200 m       |
| Silver | Maja Włoszczowska                                                   | Cykling        | Damernas terränglopp     |
| Brons  | Rafał Majka                                                         | Cykling        | Herrarnas linjelopp      |
| Brons  | Monika Ciaciuch Agnieszka Kobus Joanna Leszczyńska Maria Springwald | Rodd           | Damernas scullerfyra     |
| Brons  | Beata Mikołajczyk Karolina Naja                                     | Kanotsport     | Damernas K-2 500 m       |
| Brons  | Monika Michalik                                                     | Brottning      | Damernas fristil 63 kg   |
| Brons  | Oktawia Nowacka                                                     | Modern femkamp | Damernas femkamp         |
| Brons  | Wojciech Nowicki                                                    | Friidrott      | Herrarnas släggkastning  |

## Simning
Herrar
| Idrottare                                                                              | Gren             | Heat     | Heat      | Semifinal        | Semifinal        | Final            | Final            |
| Idrottare                                                                              | Gren             | Tid      | Placering | Tid              | Placering        | Tid              | Placering        |
| -------------------------------------------------------------------------------------- | ---------------- | -------- | --------- | ---------------- | ---------------- | ---------------- | ---------------- |
| Konrad Czerniak                                                                        | 100 m fjärilsim  | 51,81    | =10 Q     | 51,80            | 10               | Gick inte vidare | Gick inte vidare |
| Paweł Juraszek                                                                         | 50 m frisim      | 22,50    | 35        | Gick inte vidare | Gick inte vidare | Gick inte vidare | Gick inte vidare |
| Radosław Kawęcki                                                                       | 100 m ryggsim    | 54,39    | 23        | Gick inte vidare | Gick inte vidare | Gick inte vidare | Gick inte vidare |
| Radosław Kawęcki                                                                       | 200 m ryggsim    | 1.57,61  | 17        | Gick inte vidare | Gick inte vidare | Gick inte vidare | Gick inte vidare |
| Paweł Korzeniowski                                                                     | 100 m fjärilsim  | 53,71    | 33        | Gick inte vidare | Gick inte vidare | Gick inte vidare | Gick inte vidare |
| Kacper Majchrzak                                                                       | 200 m frisim     | 1.47,12  | 15 Q      | 1.46,30 0NR0     | 10               | Gick inte vidare | Gick inte vidare |
| Tomasz Polewka                                                                         | 100 m ryggsim    | 54,52    | 26        | Gick inte vidare | Gick inte vidare | Gick inte vidare | Gick inte vidare |
| Mateusz Sawrymowicz                                                                    | 1 500 m frisim   | 15.26,33 | 33        | i.u.             | i.u.             | Gick inte vidare | Gick inte vidare |
| Marcin Stolarski                                                                       | 100 m bröstsim   | 1.01,06  | 29        | Gick inte vidare | Gick inte vidare | Gick inte vidare | Gick inte vidare |
| Jan Świtkowski                                                                         | 200 m fjärilsim  | 1.56,73  | 17        | Gick inte vidare | Gick inte vidare | Gick inte vidare | Gick inte vidare |
| Wojciech Wojdak                                                                        | 400 m frisim     | 3.48,87  | 23        | i.u.             | i.u.             | Gick inte vidare | Gick inte vidare |
| Wojciech Wojdak                                                                        | 1 500 m frisim   | 15.13,18 | 28        | i.u.             | i.u.             | Gick inte vidare | Gick inte vidare |
| Filip Wypych                                                                           | 50 m frisim      | 22,23    | 21        | Gick inte vidare | Gick inte vidare | Gick inte vidare | Gick inte vidare |
| Filip Zaborowski                                                                       | 400 m frisim     | 3.49,84  | 28        | i.u.             | i.u.             | Gick inte vidare | Gick inte vidare |
| Konrad Czerniak Paweł Korzeniowski Kacper Majchrzak Jan Świtkowski                     | 4 × 100 m frisim | 3.15,52  | 13        | i.u.             | i.u.             | Gick inte vidare | Gick inte vidare |
| Kacper Klich Paweł Korzeniowski Kacper Majchrzak Jan Świtkowski Paweł Werner           | 4 × 200 m frisim | 7.11,11  | 10        | i.u.             | i.u.             | Gick inte vidare | Gick inte vidare |
| Radosław Kawęcki Marcin Stolarski Konrad Czerniak Kacper Majchrzak Paweł Korzeniowski* | 4 × 100 m medley | 3.35,18  | 12        | i.u.             | i.u.             | Gick inte vidare | Gick inte vidare |

Damer
| Idrottare                                                       | Gren               | Heat    | Heat      | Semifinal        | Semifinal        | Final            | Final            |
| Idrottare                                                       | Gren               | Tid     | Placering | Tid              | Placering        | Tid              | Placering        |
| --------------------------------------------------------------- | ------------------ | ------- | --------- | ---------------- | ---------------- | ---------------- | ---------------- |
| Katarzyna Baranowska                                            | 200 m medley       | 2.19,03 | 39        | Gick inte vidare | Gick inte vidare | Gick inte vidare | Gick inte vidare |
| Anna Dowgiert                                                   | 50 m frisim        | 25,54   | 37        | Gick inte vidare | Gick inte vidare | Gick inte vidare | Gick inte vidare |
| Alicja Tchórz                                                   | 100 m ryggsim      | 1,01,31 | 21        | Gick inte vidare | Gick inte vidare | Gick inte vidare | Gick inte vidare |
| Alicja Tchórz                                                   | 200 m ryggsim      | 2.11,40 | 20        | Gick inte vidare | Gick inte vidare | Gick inte vidare | Gick inte vidare |
| Aleksandra Urbańczyk                                            | 50 m frisim        | 25,28   | 29        | Gick inte vidare | Gick inte vidare | Gick inte vidare | Gick inte vidare |
| Katarzyna Wilk                                                  | 100 m frisim       | 55,44   | 29        | Gick inte vidare | Gick inte vidare | Gick inte vidare | Gick inte vidare |
| Joanna Zachoszcz                                                | 10 km öppet vatten | i.u.    | i.u.      | i.u.             | i.u.             | 1:59.20,4        | 22               |
| Anna Dowgiert Alicja Tchórz Aleksandra Urbańczyk Katarzyna Wilk | 4 × 100 m frisim   | 3.41,43 | 15        | i.u.             | i.u.             | Gick inte vidare | Gick inte vidare |